# Vidas Blekaitis
Vidas Blekaitis es un strongman de Lituania, competidor de El hombre más fuerte del mundo IFSA desde 2006.
En la última competición Blekaitis salió en cuarto lugar, y ese es el puesto que tiene en el ranking de Federación Internacional del Atletismo de Fuerza (IFSA).